# Бутенандт, Адольф
Адольф Фридрих Йохан Бутенандт (нем. Adolf Friedrich Johann Butenandt; 24 марта 1903, Бремерхафен — 18 января 1995, Мюнхен) — немецкий биохимик.

## Биография
В 1931—1933 годах доцент Гёттингенского университета, в 1933—1936 годах профессор Высшей технической школы в Данциге (ныне Гданьск). Затем директор институтов биохимии: в Берлине (1936—1944), в Тюбингене (1944—1956) и в Мюнхене (с 1956). С 1960 по 1972 год президент Общества Макса Планка.

## Основные работы
Работы посвящены химии половых гормонов. Бутенандт выделил из мочи человека андростерон и дегидроэпиандростерон (1931), изучил их химическое строение, осуществил синтез мужского полового гормона тестостерона, в 1934 году получил в чистом виде гормон жёлтого тела — прогестерон.

## Признание заслуг
Нобелевская премия по химии (1939; совместно со швейцарским учёным Л. Ружичкой). Исследования Бутенандтом биохимии гормональных веществ у насекомых отмечены премией им. П. Эрлиха в 1953 году.

## Сочинения
- Untersuchungen über das weibliche Sexualhormon, В., 1931.